# Kaiserin-Auguste-Viktoria-Haus
Das Kaiserin-Auguste-Viktoria-Säuglingsheim, eigentlich Kaiserin-Auguste-Viktoria-Haus zur Bekämpfung der Säuglingssterblichkeit im Deutschen Reich, war ein nach Kaiserin Auguste Viktoria benannter Krankenhauskomplex im Heubnerweg 6 in Berlin-Charlottenburg. Es wurde zwischen 1907 und 1909 unter der Führung des Berliner Architekten und Stadtbaurats Ludwig Hoffmann erbaut, die Planung erfolgte maßgeblich durch Alfred Messel und Edmund May in den Jahren 1906 bis 1907. Während der Diktatur in der Zeit des Nationalsozialismus war hier die Poliklinik für Erb- und Rassenpflege angegliedert. Nach Verlegung der Universitätskinderklinik der FU Berlin in den Campus des Rudolf-Virchow-Klinikums in der Reinickendorfer Straße beherbergt das ehemalige Krankenhaus die ESCP Europe Wirtschaftshochschule Berlin sowie das Ressourcenzentrum für Genomforschung (RZPD) und die Proteinstrukturfabrik (PSF).

## Architektur

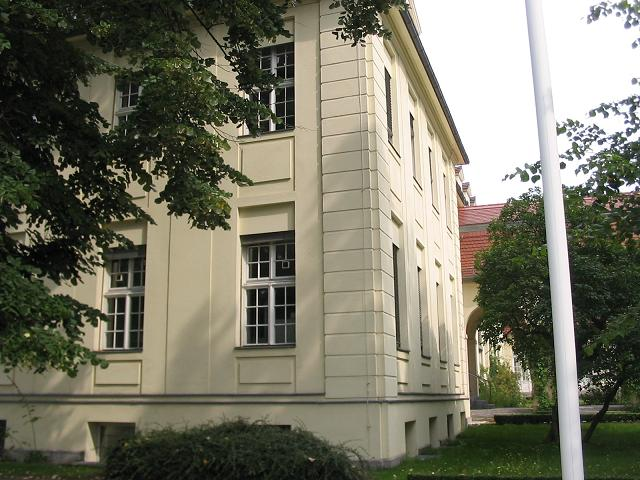
Heute: ESCP Europe Wirtschaftshochschule Berlin

Der Entwurf des Komplexes stammte weitgehend von dem Architekten Alfred Messel, dem Ludwig Hoffmann und Edmund May zur Seite standen. Messel war zu diesem Zeitpunkt schwer erkrankt und starb vor der Fertigstellung. Als Vorbild für das Hauptgebäude diente vor allem das Barockgebäude des Kammergerichts in der Berliner Lindenstraße, das heute das Jüdische Museum beherbergt.
Der Krankenhauskomplex besteht aus vier Einzelgebäuden und ist im neobarocken Stil gehalten. Die beiden querstehenden zentralen Gebäude verbindet eine große Halle, die beidseitigen langgestreckten Gebäude sind durch überdachte Gänge mit den Zentralgebäuden verbunden. Alle vier Gebäude sind 2½-geschossig gebaut und mit Mansardwalmdächern bedeckt.
Die Fassaden der Gebäude sind weitgehend schlicht gestaltet und verputzt. Vor allem die Portale zieren einfache Steinornamente, die von den Bildhauern Josef Rauch und Ernst Westphal geschaffen wurden. Der Eingangsbereich des Empfangsgebäudes ist in der Gebäudefront durch einen Risalit mit Giebel hervorgehoben.